# Hypocoela turpisaria
Hypocoela turpisaria är en fjärilsart som beskrevs av Swinhoe 1904. Hypocoela turpisaria ingår i släktet Hypocoela och familjen mätare. Inga underarter finns listade i Catalogue of Life.